# Schlatt (Turgowia)
Schlatt – miejscowość i gmina (Politische Gemeinde) w północno-wschodniej Szwajcarii, w kantonie Turgowia, w okręgu (Bezirk) Frauenfeld. Leży nad Renem.

## Demografia
W Schlatt mieszkają 1 823 osoby. W 2021 roku 13,7% populacji gminy stanowiły osoby urodzone poza Szwajcarią. 

## Transport
Przez teren gminy przebiegają drogi główne nr 13 i nr 14.